# Bachmühle (Veitsbronn)
Bachmühle (fränkisch: Bach-miel) ist ein Wohnplatz der Gemeinde Veitsbronn im Landkreis Fürth (Mittelfranken, Bayern).

## Geografie
Die ehemalige Einöde liegt am Tuchenbach, einem linken Zufluss der Zenn. Sie ist heute als Haus Nr. 3 und 5 des Bachmühlwegs aufgegangen. Neben den Wohngebäuden gibt es noch sechs Nebengebäude.

## Geschichte
Die Mühle wurde 1711 errichtet.
Gegen Ende des 18. Jahrhunderts gehörte die Bachmühle zur Realgemeinde Veitsbronn. Die Mühle hatte das brandenburg-ansbachische Kastenamt Cadolzburg als Grundherrn. Unter der preußischen Verwaltung (1792–1806) des Fürstentums Ansbach erhielt die Bachmühle die Hausnummer 33 des Ortes Veitsbronn.
Von 1797 bis 1808 unterstand der Ort dem Justiz- und Kammeramt Cadolzburg. Im Rahmen des Gemeindeedikts wurde Bachmühle dem 1808 gebildeten Steuerdistrikt Veitsbronn zugeordnet. Es gehörte auch der im selben Jahr gebildeten Ruralgemeinde Veitsbronn an.
Nach 1885 wurde die Bachmühle nicht mehr als Ortsteil geführt.

### Ehemaliges Baudenkmal
- Haus Nr. 33: Zweigeschossiges Wohn- und Mühlengebäude um 1700. Erdgeschoss Sandsteinquader; Türe neu. Obergeschoss und Giebel Fachwerk (K-Streben).[6]

### Einwohnerentwicklung
| Jahr      | 001818 | 001840 | 001861 | 001871 | 001885 |
| Einwohner |        | *      | *      | 6      | 9      |
| Häuser    | 1      | *      |        |        | 1      |
| Quelle    | [ 8 ]  | [ 9 ]  | [ 10 ] | [ 11 ] | [ 12 ] |

## Religion
Die Einwohner evangelisch-lutherischer Konfession sind nach St. Veit (Veitsbronn) gepfarrt, die Einwohner römisch-katholischer Konfession sind nach Heilig Geist (Veitsbronn) gepfarrt.

## Weblink
- Bachmühle in der Ortsdatenbank von bavarikon, abgerufen am 20. August 2021.